# برینگفرید مولر
برینگفرید مولر (به آلمانی: Bringfried Müller) بازیکن فوتبال و هافبک اهل آلمان شرقی بود که از سال ۱۹۵۵ میلادی عضو تیم ملی فوتبال آلمان شرقی بوده‌است. وی در ۱۸ بازی ملی حضور داشته و در بازی‌های ملی‌اش گلی به ثمر نرساند. برینگفرید مولر آخرین بازی ملی خود را در سال ۱۹۶۰ میلادی انجام داد.